# 卡拉達齊
卡拉達齊（？—？），是在阿提拉登基前匈人阿卡齊爾部落的首頜。
根據普利斯庫斯記錄他曾在448年前往羅馬宮廷提出結盟反對匈人，但因部內小首領反對而使阿卡齊爾被阿提拉合併。